# Kaitlyn Farrington
Kaitlyn Farrington (ur. 18 grudnia 1989 w Sun Valley) – amerykańska snowboardzistka, specjalizująca się w half-pipe'ie, mistrzyni olimpijska.

## Kariera
Po raz pierwszy na arenie międzynarodowej pojawiła się 15 grudnia 2006 roku w Breckenridge, gdzie w zawodach FIS Race zajęła 47. miejsce w halfpipe’ie. W 2008 roku wystartowała na mistrzostwach świata juniorów w Valmalenco, zdobywając srebrny medal w tej konkurencji. Wystąpiła też na mistrzostwach świata juniorów w Nagano rok później, gdzie w halfpipe’ie była szósta.
W zawodach Pucharu Świata zadebiutowała 10 marca 2007 roku w Lake Placid, zajmując 15. miejsce w halfpipe’ie. Tym samym już w swoim debiucie wywalczyła pierwsze pucharowe punkty. Na podium zawodów tego cyklu jedyny raz stanęła 1 lutego 2013 roku w Park City, kończąc rywalizację na trzeciej pozycji. W zawodach tych wyprzedziły ją jedynie Chinka Liu Jiayu i kolejna reprezentantka USA, Arielle Gold. Najlepsze wyniki osiągnęła w sezonie 2012/2013, kiedy to zajęła czwarte miejsce w klasyfikacji generalnej AFU, a w klasyfikacji halfpipe’a była również czwarta.
W 2014 roku zdobyła złoty medal na igrzyskach olimpijskich w Soczi, wyprzedzając obrończynię tytułu, Thorę Bright z Australii, o 0,25 punktu i swą rodaczkę, Kelly Clark o 1 punkt. Na rozgrywanych rok wcześniej mistrzostwach świata w Stoneham zajęła czwarte miejsce. Walkę o podium przegrała tam z Francuzką Sophie Rodriguez. Jest też dwukrotną medalistką Winter X Games.
W 2014 roku zakończyła karierę.

## Osiągnięcia

### Igrzyska olimpijskie
| Miejsce | Dzień     | Rok  | Miejscowość | Konkurencja | Zwycięzca |
| ------- | --------- | ---- | ----------- | ----------- | --------- |
| 1.      | 12 lutego | 2014 | Soczi       | Halfpipe    | -         |

### Mistrzostwa świata
| Miejsce | Dzień       | Rok  | Miejscowość | Konkurencja | Zwycięzca    |
| ------- | ----------- | ---- | ----------- | ----------- | ------------ |
| 4.      | 20 stycznia | 2013 | Stoneham    | Halfpipe    | Arielle Gold |

### Puchar Świata

#### Miejsca w klasyfikacji generalnej
- sezon 2006/2007: 115.
- sezon 2007/2008: 89.
- sezon 2008/2009: 67.
  - AFU[2]
- sezon 2012/2013: 4.
- sezon 2013/2014: 45.

#### Miejsca na podium w zawodach
1. Park City – 1 lutego 2013 (halfpipe) - 3. miejsce